# Lara Mori
Lara Mori (Montevarchi, 26 luglio 1998) è un'ex ginnasta italiana, due volte campionessa italiana al corpo libero e rappresentante dell’Italia alle Olimpiadi di Tokyo 2020.
Ha rappresentato l'Italia a quattro edizioni dei Campionati del Mondo, conquistando la finale al corpo libero ai Mondiali del 2017. 
Ha inoltre partecipato a due edizioni degli Europei (2016 e 2017).
Da maggio 2016 è caporale dell'Esercito italiano, membro della squadra femminile del centro sportivo olimpico dell’Esercito

## Carriera
Atleta della Ginnica Giglio 1978, Lara viene allenata da Stefania Bucci a Montevarchi. 
Esordisce in campo internazionale nel giugno 2010 dove, insieme alle compagne Serena Bugani, Elisa Meneghini, Enus Mariani e Martina Rizzelli, partecipa ad un quadrangolare a Tolone con Germania, Svizzera e Francia. Con uno stacco di dieci punti dalla seconda classificata (153.400) e di venti punti dalla terza (143.500), l'Italia vince il concorso a squadre con 163.550 punti. Individualmente, grazie a un buon esercizio alla trave (13.750) ma un non preciso corpo libero (11.750), arriva quinta nel concorso generale individuale con un complessivo di 50.400 punti.
Nel 2010, inoltre, contribuisce alla promozione della società Ginnica Giglio in serie A2, grazie alla collaborazione con le compagne di squadra Sharon Giuntini, Irene Bonura, Elisa Gargano e Alessia Leolini.

### Carriera junior

#### 2011: Serie A2 e promozione in A1, Tittmoning, Trofeo Trincaria
Il 5 febbraio 2011 esordisce in Serie A2 dove, con dei buoni punteggio al volteggio (12.950), trave (13.750) e corpo libero (12.950) arriva seconda nella classifica generale "virtuale" dell'evento (51.250). Un errore alle parallele asimmetriche (11,600) le impedisce di arrivare al primo posto. La Ginnica Giglio arriva prima nel concorso a squadre con un ottimo 103.300, superando la seconda classificata di quasi cinque punti.
Il mese successivo partecipa alla seconda tappa di Serie A2 a Bari. La Giglio si posiziona al secondo posto della classifica a squadre (con 101.700 punti) dietro alla Olos Gym 2000. Individualmente ottiene un basso punteggio alle parallele a causa dello scarso valore di partenza, ma esegue dei buoni esercizi negli altri due attrezzi: 13.000 al volteggio e 12.650 al corpo libero.
Dal 24 al 26 giugno viene scelta per partecipare ad un Incontro Internazionale Under 13 a Tittmoning, in Germania. Le "Azzurrine" vincono il concorso a squadre con un complessivo di 157.950, staccando di circa 7 decimi la seconda classificata Germania e di 8 decimi la Gran Bretagna. A livello individuale, Lara vince il concorso generale con 51.950 punti.
L'ultima competizione internazionale dell'anno è il Trofeo Trinacria di Capo D'Orlando dove, con 220.650 punti, l'Italia batte di ben 19 decimi la Romania e di 20 decimi la Germania. Individualmente, Lara arriva terza nel concorso individuale (53.200), dietro le due connazionali Erika Fasana e Francesca Deagostini.
Nell'ultima tappa di Serie A2, la Giglio arriva prima e, meritatamente, viene promossa nella massima serie. Lara contribuisce con una buona trave (13.050) e uno sporco esercizio alle parallele (10.850).

#### 2012: Serie A1, Trofeo Città di Jesolo, Europei di Bruxelles, Assoluti
Il 10 marzo partecipa alla prima tappa di Serie A1 a Bari. La Ginnastica Giglio si posiziona al sesto posto nella classifica a squadre (punteggio complessivo: 156.450) dietro di dieci decimi dalla prima classificata Brixia Brescia (166.950). Individualmente esegue un buon volteggio (13.800) e un buon corpo libero (14.100) ma cade dalla trave.
Per la seconda tappa di Campionato di Serie A1 svoltasi a Firenze il 24 marzo, con un punteggio complessivo di 152.750 la Giglio di Montevarchi conferma la sesta posizione. Individualmente, Lara ottiene dei non ottimi punteggi: cade dalla trave (13.100), durante la prima diagonale al corpo libero (12.200) e alle parallele asimmetriche (13.050).
Partecipa al Trofeo Città di Jesolo del 31 marzo, competendo in tutti e quattro gli attrezzi e arrivando sesta nella classifica generale individuale (54.850), seconda tra le italiane. Con una buona trave (14.050) e un buon corpo libero (13.850), contribuisce al secondo posto dell'Italia, che chiude con 217.200 punti.
Il 21 aprile compete nella finale del Campionato di Serie A1, dove la Giglio arriva al quinto posto. Individualmente commette uno sbilanciamento durante il tarzan alle parallele.

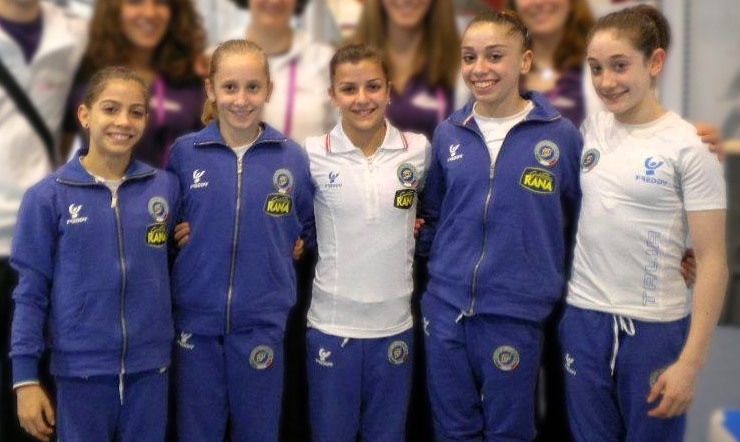
La Nazionale italiana juniores ai Campionati europei di ginnastica artistica femminile 2012: Lara Mori, Tea Ugrin, Elisa Meneghini, Enus Mariani, Alessia Leolini.

Viene convocata per far parte della squadra nazionale che compete ai Campionati europei di Burxelles dal 9 al 13 maggio. Con l'Italia, grazie ad un punteggio complessivo di 164.031, vince la medaglia d'argento. Individualmente, Lara cade dalla ruota senza mani alla trave (12.566).
Il 16 giugno compete ai Campionati Assoluti di Catania. A causa di qualche errore di troppo, arriva quarta nel concorso generale individuale (52,300) dietro la terza classificata Elisa Meneghini di 3 punti circa. Si qualifica inoltre quinta alla trave (13.300) e quarta al corpo libero (13.600). Il 17 giugno, durante le finali di specialità, vince la medaglia d'argento al corpo libero (13.800), dietro solo la campionessa mondiale Vanessa Ferrari (14.350).
A dicembre si sottopone ad un intervento al ginocchio, che la terrà a riposo per molti mesi.

#### 2013: Festival Olimpico della Gioventù Europea, Grand Prix
A causa dell'intervento al ginocchio, Lara è impossibilitata a partecipare al campionato di Serie A1 e agli Assoluti 2013. Il ritorno agli allenamenti è previsto per giugno 2013. Torna solo per l'ultima tappa di Serie A1 a Firenze per dare una mano alla sua squadra, dove gareggia con esercizi semplificati.

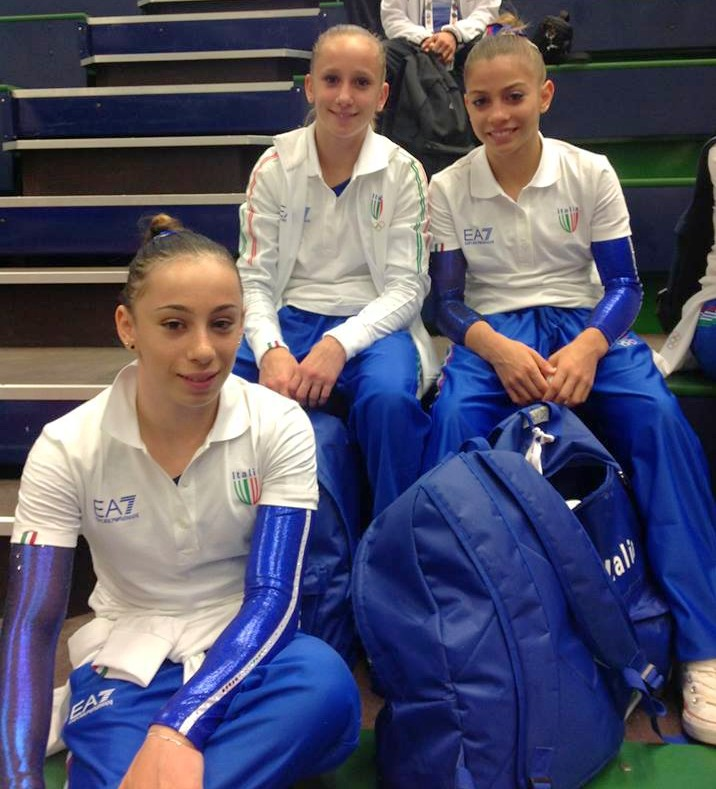
Lara Mori, Tea Ugrin e Martina Rizzelli con i colori della Nazionale italiana agli EYOF 2013.

Nel mese di luglio, insieme a Tea Ugrin e Martina Rizzelli, è convocata a partecipare al XII Festival olimpico estivo della gioventù europea, a Utrecht. Il 17 luglio si tiene la finale a squadre: l'Italia si classifica quinta. Lara conquista con l'undicesima posizione (pari merito con la connazionale Tea Ugrin) la finale individuale, con i punteggi personali di 13.700 al volteggio, 13.600 alla trave, 12.750 alle parallele, 12.900 al corpo libero, per un totale di 52.950 punti. Il 18 luglio gareggia nella finale individuale, che conclude al tredicesimo posto con un punteggio complessivo di 51,800 punti.
Il 9 novembre 2013 partecipa al Grand Prix a Modena.

### Carriera senior

#### 2014: Serie A1, Trofeo Città di Jesolo, Novara Cup, Golden League, Assoluti di Ancona, Mondiali di Nanning, Massilia Cup
Partecipa alla Serie A1 GAF 2014 con la squadra della Giglio; ottenendo il secondo posto nella seconda tappa a Torino, mentre un quarto posto a Desio e un sesto posto a Firenze. Complessivamente la Giglio Montevarchi finisce il campionato in quinta posizione. 
Viene poi convocata per il Trofeo Città di Jesolo, insieme a Giorgia Campana, Erika Fasana, Martina Rizzelli, Lavinia Marongiu ed Elisa Meneghini, la squadra italiana vince la medaglia d'argento e Lara si classifica 22ª nell'all-around.
Partecipa poi agli Assoluti di Ancona dove con 53,150 punti è sesta nell'all-around ed ottiene le finali a parallele e corpo libero, il giorno successivo nella finale alle parallele si ferma in quarta posizione, al corpo libero vince invece la medaglia d'argento con 13,800 punti dietro a Elisa Meneghini.
Partecipa alla Novara Cup insieme a Vanessa Ferrari, Giorgia Campana, Erika Fasana, Elisa Meneghini, Lavinia Marongiu, Martina Rizzelli e Sofia Bonistalli. La squadra italiana vince la medaglia d'oro. Lara si classifica in decima posizione all'around con 53.000 punti.
Viene poi convocata per la Golden League dove gareggia in prestito alla Olos Gym 2000, Lara con 53,700 punti si classifica settima all-around e contribuisce al bronzo della squadra. Partecipa poi alle finali a parallele che termina in ottava posiziona a causa di qualche errore di troppo. e al corpo libero dove vince una medaglia d'argento dietro ad Erika Fasana e precedendo Sofia Busato.
A settembre insieme a Giorgia Campana, Erika Fasana, Vanessa Ferrari, Lavinia Marongiu, Elisa Meneghini e Martina Rizzelli parte per i Campionati Mondiali di Nanning. Inizialmente viene scelta solamente come riserva, ma a causa di dolori alla schiena di Elisa Meneghini entra ufficialmente in squadra. Il 6 ottobre nella giornata di qualificazione Lara gareggia a parallele (13.533), trave (13.433) e corpo libero (13.900), dodicesimo miglior punteggio. L'Italia si qualifica in finale con il quinto punteggio. L'Italia conferma nella giornata della finale a squadre il quinto posto con un complessivo di 169.023. Individualmente Lara svolge due buoni esercizi: 13.800 al corpo libero e 13.825 alle parallele.
Viene poi convocata per la Massilia Cup con Carlotta Ferlito, Sofia Bonistalli e Giorgia Campana, compete a parallele, trave e corpo libero, dove ottiene rispettivamente 12.567, 13.733 e 13.533. La squadra italiana vince l'oro davanti a Russia e Belgio. Lara compete poi nella finale al corpo libero dove vince la medaglia di bronzo dietro alla belga Axelle Klinckaert e alla rumena Olivia Cimpian.

#### 2015: Serie A1, Assoluti, Golden League, Novara Cup, Mondiali di Glasgow
Nella prima tappa di serie A1 ad Ancona aiuta la sua squadra a posizionarsi ai piedi del podio. Nella seconda tappa a Milano vince il bronzo con la squadra. Nella terza tappa compete solo alla trave dove ottiene un ottimo 14.400 contribuendo al quinto posto della squadra.
Agli Assoluti di Torino, si classifica quarta nell'all-around dietro a Tea Ugrin, Elisa Meneghini ed Erika Fasana, si qualifica per le finali a parallele, trave e corpo libero. Alle parallele si classifica quarta, alla trave vince la medaglia d'argento dietro a Carlotta Ferlito e precedendo Elisa Meneghini, mentre al corpo libero, si classifica sesta pari merito con Sofia Busato.
Viene poi convocata per la Golden League dove gareggia con la sua Giglio Montevarchi, nell'all-around si classifica quarta dietro a Carlotta Ferlito, Martina Rizzelli ed Enus Mariani, la sua squadra si classifica quarta, inoltre partecipa alle finali a parallele e alla trave, nella prima finale finisce quarta dietro a Enus Mariani, Martina Rizzelli ed Erika Fasana, alla trave vince la medaglia di bronzo dietro a Carlotta Ferlito ed Enus Mariani.
Partecipa poi alla Novara Cup dove con 53.650 punti è quindicesima nella classifica individuale, ed aiuta la squadra italiana che oltre a lei comprende Vanessa Ferrari, Carlotta Ferlito, Tea Ugrin, Elisa Meneghini, Enus Mariani ed Erika Fasana.
A ottobre insieme a Vanessa Ferrari, Erika Fasana, Carlotta Ferlito, Elisa Meneghini, Enus Mariani e Tea Ugrin parte per i Campionati Mondiali di Glasgow; grazie a dei buoni esercizi la squadra ottiene il quinto posto in qualifica, ottenendo sia l'accesso alla finale (settimo posto) sia la qualificazione alle Olimpiadi di Rio.
Partecipa poi al Mexican Open in Messico dove Lara si classifica quinta nell'all-around, dove ottiene 13.650 al volteggio, 11.350 alle parallele, 14.400 alla trave, 13.950 al corpo libero con un totale di 53.350.

#### 2016: Serie A1, Test Event, Campionati europei, Assoluti, Riserva Olimpica
Partecipa alla Serie A1 GAF 2016 con la squadra della Giglio Montevarchi, nella prima tappa a Rimini, aiuta la squadra a raggiungere la medaglia di bronzo, nella seconda tappa ad Ancona raggiunge la quarta posizione con la squadra ed è la terza miglio all-arounder di giornata dopo Elisa Meneghini e Tea Ugrin. Nella terza tappa a Roma raggiunge nuovamente il terzo posto con la squadra e nella quarta e ultima tappa ad Eboli, è nuovamente quarta con la squadra.
Partecipa poi al Test Event a Rio de Janeiro insieme a Giorgia Campana, svolge una buona gara e ottiene 54,399 ed è quindicesima nell'all-around.
A giugno insieme ad Elisa Meneghini, Enus Mariani, Martina Rizzelli e Sofia Busato parte per i Campionati Europei di Berna, la squadra si qualifica come settima per la finale, dove ottiene il quinto posto.
Ai Campionati Italiani Assoluti concorre su tutti gli attrezzi, classificandosi quarta nel concorso generale individuale dietro a Vanessa Ferrari, Carlotta Ferlito ed Elisa Meneghini, e conquista la finale alla trave, dove vince la medaglia di bronzo dietro a Carlotta Ferlito ed Elisa Meneghini. Al termine della competizione vengono ufficializzati i nomi delle ginnaste che partiranno per le olimpiadi di Rio. Lara è la prima ginnasta esclusa dalle olimpiadi.

#### 2017: Serie A1, Trofeo Città di Jesolo, Campionati Europei, Assoluti, Mondiali di Montréal
Nel mese di Febbraio gareggia nella prima tappa di serie A1 classificandosi undicesima con la squadra.
Nel mese di Aprile compete solo alle parallele al Trofeo Città di Jesolo, come individualista, gareggia solo alle parallele dove ottiene 12.450 punti.
Nella seconda tappa di Serie A1 si classifica quinta con la squadra e viene scelta per rappresentare l'Italia agli Europei in Romania, parte insieme alle compagne Sofia Busato, Giada Grisetti e Martina Maggio, ma essendo europei individuali non è prevista la gara a squadre. Lara si qualifica per la finale al corpo libero che termina poi in quinta posizione dopo Angelina Melnikova, Ellie Downie, Eythora Thorsdottir e Kim Bui.
Nel mese di giugno, vince la medaglia d'argento con la squadra nella terza tappa di serie A1.
Nel mese di Settembre, ai campionati nazionali, si classifica nona nel concorso generale individuale con 52.250 punti, accede poi alle finali a parallele e corpo libero. Alle parallele si classifica in sesta posizione, al corpo libero vince invece l'oro diventando così campionessa italiana di specialità.
Ad ottobre viene convocata per il mondiale individuale di Montréal, con Vanessa Ferrari, Desiree Carofiglio e Sara Berardinelli, concorre per il concorso generale dove si classifica dodicesima, conquista l'accesso alla finale a corpo libero classificandosi sesta.

#### 2018: Serie A, Coppe del Mondo, Trofeo Città di Jesolo, Giochi del Mediterraneo, Assoluti, Mondiali di Doha
Il 3 marzo compete nella prima tappa del Campionato di serie A1 con la sua società la Ginnastica Giglio, Lara gareggia in tutti e quattro gli attrezzi, paga una caduta alle parallele ma svolge degli ottimi esercizi negli altri tre attrezzi in modo particolare alla trave.
Viene convocata insieme ad Elisa Meneghini per la tappa di coppa del mondo a Doha riservata alle singole specialità, Lara accede nelle finali a parallele e corpo libero, nella prima finale cade e finisce in ultima posizione, al corpo libero invece è costretta ad accontentarsi della medaglia di legno pur avendo il secondo miglior punteggio, poiché sono state assegnate 3 medaglie d'oro.
Compete poi al trofeo città di Jesolo, vince il bronzo con la squadra, ed accede alla finale di specialità alla trave dove però cade e finisce in settima posizione. 
Partecipa poi alla seconda tappa di Serie A sempre con il body della Giglio Montevarchi che finisce in settima posizione.
Il 9 giugno prende parte alla finale di Serie A, dove esegue un buon corpo libero 13.600, alla trave cade e ottiene 12.550, così come alle parallele 12.250 ed infine esegue un buon avvitamento a volteggio che le frutta 13.500.
Viene poi convocata dal Direttore Tecnico per un collegiale in preparazione ai Giochi del Mediterraneo di fine giugno, dove partecipa insieme a Caterina Cereghetti, Giada Grisetti, Martina Maggio, Martina Basile e Francesca Noemi Linari, la squadra italiana vince l'oro anche grazie a delle buonissime routine di Lara che ottiene: 13.150 al corpo libero, 13.000 alla trave, 12.600 alle parallele e 13.500 al volteggio. Lara si qualifica per la finale all-around, quella a parallele, trave e corpo libero.
Nella finale all-around Lara vince l'oro, davanti alla francese Louise Vanhille e alla spagnola Anna Perez. Compete poi nella finale alle parallele dove però cade, così come alla trave dove finisce in ultima posizione a causa di due cadute, ma fa un bellissimo esercizio al corpo libero che le frutta la medaglia d'oro.
Partecipa ai Campionati italiani assoluti dove compete solo a trave e corpo libero, nel primo attrezzo commette diverse imprecisioni che non le permettono di accedere alla finale di specialità, al corpo libero invece accede alla finale con il secondo punteggio, il giorno successivo riconferma il titolo di campionessa italiana assoluta al corpo libero. È poi tra la lista delle convocate provvisorie per gli europei di Glasgow, durante il collegiale in preparazione all'evento continentale, la Mori a causa di un risentimento muscolare, è costretta a rinunciare all'evento.
Viene poi convocata per un collegiale in preparazione ad un incontro internazionale in Germania, ultimo incontro prima dei Mondiali, insieme a Elisa Meneghini, Martina Rizzelli, Sara Ricciardi, Irene Lanza, Caterina Cereghetti, Francesca Noemi Linari e Martina Basile. Le ragazze partono poi per la Germania (tutte tranne Meneghini e Linari invece infortunata). L'Italia vince la medaglia d'argento dietro alle padrone di casa, e Lara si classifica quarta nell'all-around.
Viene poi convocata per un ultimo collegiale pre-mondiale a Brescia dove delle 6 ginnaste rimanenti in preparazione per Doha, verranno decise le 5 titolari, e i vari attrezzi che dovranno eseguire. Al mondiale di Doha gareggia su tutti e quattro gli attrezzi in cerca della doppia finale all-around e corpo libero: si qualifica con il 20º punteggio per l'all-around, ma in finale a causa di un errore al corpo libero ed a trave non va oltre il 22º posto finale; mentre non riesce a qualificarsi per la finale di specialità a corpo libero.
Decide poi in accordo con la sua allenatrice Stefania Bucci e con il direttore tecnico Enrico Casella, di intraprendere il percorso di qualificazione alle olimpiadi di Tokyo 2020, attraverso il circuito di coppe del mondo che darà un pass individuale alla ginnasta che lo conquista. A fine novembre partecipa alla tappa di Coppa del Mondo di Cottbus, dove compete alla trave e al corpo libero, nel secondo attrezzo riesce a conquistare la finale che termina poi in quarta posizione dietro a Flavia Saraiva, Jade Barbosa e Martha Pihan.
A fine anno partecipa al Memorial Blume dove Lara si classifica quarta con 51.700 punti.

#### 2019: Serie A, Coppa del Mondo Baku e Doha, Universiadi, Campionati italiani Assoluti, Coppa del mondo di Cottbus
Partecipa a tutte e tre le tappe di Serie A con la Giglio Montevarchi, dove è sempre la migliore al corpo libero, svolge un nuovo corpo libero con delle buonissime diagonali (flic tempo+thukhara, due avvitamenti e mezzo+ salto teso avanti, triplo avvitamento e doppio carpio). Riesce a portare la sua squadra fino al terzo gradino del podio nella prima tappa a Busto Arsizio.
Partecipa alle tappe di Coppa del Mondo di Baku e Doha per proseguire il suo percorso di qualificazione olimpica. A Baku, ottiene la medaglia d'argento al corpo libero dietro alla statunitense Jade Carey e precedendo la connazionale Vanessa Ferrari, risultato che ripete poi a Doha con le stesse atlete sul podio.
Partecipa poi alla seconda tappa di Serie A a Padova dove aiuta la sua squadra a raggiungere la quarta posizione. Nella terza e ultima tappa di Serie A a Firenze la squadra raggiunge l'ottava posizione.
Nell'estate 2019 partecipa alle Universiadi con Carlotta Ferlito e Martina Rizzelli, il team italiano vince la medaglia di bronzo, partecipa poi alla finale all-around che termina in quinta posizione e si qualifica per la finale alla trave, dove riuscirà a vincere la medaglia d'argento.
Viene selezionata per i campionati italiani assoluti, non svolge l'all-around dato che non esegue il volteggio, ottiene però 11,800 alle parallele, 12,800 alla trave qualificandosi per la finale così come per il corpo libero dove ottiene 13,650. Il giorno successivo durante le finali di specialità si classifica in settima posizione alla trave con 12,550 e riesce a vincere la medaglia d'argento al corpo libero dietro a Desiree Carofiglio e precedendo Irene Lanza.
A novembre 2019 partecipa poi alla tappa di Cottbus dove ottiene la medaglia di bronzo dietro all'Ucraina Anastasija Bačyns'ka e alla tedesca Kim Bui.

#### 2020: Serie A e Coppa del Mondo
Partecipa alla prima tappa di Serie A con la Giglio Montevarchi, con delle buone prestazioni aiuta la sua squadra a salire sul terzo gradino del podio.
Con la connazionale Vanessa Ferrari partecipa alla prima tappa di Coppa del mondo a Melbourne, dal 20-23 febbraio. La Mori vince la medaglia di bronzo al corpo libero dietro a Jade Carey e Vanessa Ferrari.
Partecipa poi alla Coppa del mondo a Baku. Dopo la gara di qualificazione, dove la Mori si qualifica per la finale al primo posto, la finale viene cancellata e vengono tenuti in considerazione i punteggi della qualifica, così Lara si trova a pari merito con la connazionale Vanessa Ferrari: le due si giocheranno il pass olimpico all'ultima tappa (a Doha) attualmente rimandata a data da destinarsi. 
È poi costretta a fermare i propri allenamenti a causa della pandemia, il 4 maggio riprende gli allenamenti nella sua palestra di Montevarchi.

#### 2021
Il 26 giugno partecipa all'ultima tappa di Coppa del mondo a Doha, dove vince la medaglia d'argento al corpo libero, non sufficiente a garantirle il posto olimpico da individualista, che va invece alla connazionale Vanessa Ferrari.
Tuttavia, in seguito all'infortunio di Giorgia Villa durante gli Assoluti del 10 luglio, la Ferrari prende il suo posto all'interno della formazione olimpica, con la prospettiva di gareggiare quindi non come individualista ma come parte della squadra. Di conseguenza la Mori ottiene il posto da individualista della Ferrari per le Olimpiadi.
Il 25 luglio partecipa alle Qualifiche, gareggiando a trave e corpo libero, dove ottiene rispettivamente 12,133 e 13,400.